# Scalabis harpalyce
Scalabis harpalyce är en insektsart som beskrevs av Ronald Gordon Fennah 1969. Scalabis harpalyce ingår i släktet Scalabis och familjen sköldstritar. Inga underarter finns listade i Catalogue of Life.